# Liste der Mitglieder der Bayerischen Akademie der Schönen Künste
Diese Liste gibt einen Überblick über alle aktuellen und ehemaligen Mitglieder der Bayerischen Akademie der Schönen Künste.

## Aktuelle Mitglieder

### Ehrenmitglieder
- Oswald Georg Bauer (seit 2005)
- Hubert Burda (seit 2000)
- Ursula Ehler (seit 2018)
- Ingvild Goetz (seit 2011)
- Werner Heider (seit 2019)
- Nicolaus A. Huber (seit 2019)
- Beate Kayser (seit 2014)
- Franz Kraus (seit 2014)
- Klaus-Dieter Lehmann (seit 2010)
- Hans Maier (seit 2006)
- Isolde Ohlbaum (seit 2022)
- Friedrich Carl Rein
- Bettina Reitz (seit 2012)
- Günter Rohrbach (seit 2016)
- Klaus G. Saur (seit 2004)
- Georg Freiherr von Waldenfels (seit 2019)

### Abteilung Bildende Kunst

#### Ordentliche Mitglieder
- Franz von Bayern
- Thomas Bechinger (seit 2020)
- Rudolf Bott (seit 2016)
- Dietrich Fink (seit 2004)
- Helmut Friedel (seit 2007)
- Katharina Gaenssler (seit 2017)
- Nikolaus Gerhart
- Walter Grasskamp (seit 2003)
- Thomas Herzog
- Franz Hitzler (seit 1997)
- Stephan Huber
- Magdalena Jetelová (seit 2008)
- Regine Keller (seit 2009)
- Gottfried Knapp (seit 2009)
- Werner Knaupp (seit 2004)
- Andreas Kühne (seit 2014)
- Nikolaus Lang
- Andreas Meck (seit 2007)
- Florian Nagler (seit 2014)
- Winfried Nerdinger
- Heinz Pfahler (seit 2008)
- Christoph Sattler (seit 1987)
- Friedrich G. Scheuer (seit 2015)
- Karl Schleinkofer (seit 2015)
- Herbert H. Schultes (seit 2016)
- Brigitte Schwacke (seit 2017)
- Michael Semff
- Rudi Tröger (seit 1977)
- Christoph Valentien (seit 2000)
- Richard Vogl (seit 2004)
- Wilhelm Christoph Warning (seit 2016)
- Rainer Wittenborn
- Jerry Zeniuk (seit 2020)
- Armin Zweite (seit 2009)
- Uli Zwerenz (seit 2014)

#### Korrespondierende Mitglieder
- Silvia Bächli (seit 2010)
- Gottfried Böhm
- Gottfried Boehm (seit 2011)
- Joachim Burmeister
- Hermann Czech
- Wolfgang Holler (seit 2006)
- Daniel Libeskind
- Christa Lichtenstern
- Victor López Cotelo
- Gerhard Merz
- Franz Armin Morat (seit 2019)
- César Ortiz-Echagüe (seit 1974)
- Sean Scully (seit 2009)
- Werner Spies
- Volker Staab (seit 2015)
- Poul Erik Tøjner (seit 2012)
- Gerd Winner (seit 2007)
- Peter Zumthor

### Abteilung Literatur

#### Ordentliche Mitglieder
- Friedrich Ani (seit 2014)
- Jörg Bernig (seit 2013)
- Nico Bleutge (seit 2010)
- Dieter Borchmeyer (seit 2002)
- Friedrich Denk (seit 2007)
- Jens Malte Fischer (seit 2005)
- Werner Fritsch (seit 2007)
- Sven Hanuschek (seit 2017)
- Gert Heidenreich (seit 2004)
- Alexander Kluge
- Gerhard Köpf
- Werner von Koppenfels (seit 2012)
- Michael Krüger
- Dietrich Krusche (seit 1995)
- Reiner Kunze
- Dagmar Leupold
- Jonas Lüscher (seit 2018)
- Michael Maar (seit 2008)
- Thomas Meinecke (seit 2015)
- Norbert Miller (seit 2006)
- Petra Morsbach (seit 2004)
- Martin Mosebach (seit 2006)
- Sten Nadolny
- Dagmar Nick (seit 2005)
- Norbert Niemann (seit 2015)
- Hanns-Josef Ortheil
- Albert Ostermaier (seit 2015)
- Georg M. Oswald (seit 2013)
- Karl-Heinz Ott
- Hans Pleschinski (seit 2012)
- Rafik Schami (seit 2002)
- Albert von Schirnding (seit 1983)
- Lutz Seiler (seit 2010)
- Kerstin Specht (seit 2002)
- Arnold Stadler (seit 2005)
- Ludwig Steinherr (seit 1993)
- Uwe Timm
- Ilija Trojanow (seit 2012)
- Jan Wagner (seit 2009)
- Michael Walter (seit 2013)
- Ror Wolf (seit 2010)
- Juli Zeh (seit 2014)

#### Korrespondierende Mitglieder
- Richard Dove (seit 2006)
- Catalin Dorian Florescu (seit 2013)
- Thomas Hürlimann
- Fasil Abdulowitsch Iskander
- Joachim Kalka (seit 2009)
- Ryszard Krynicki
- Andrea Landolfi
- Věra Linhartová
- Claudio Magris
- Adolf Muschg
- Cees Nooteboom
- Kevin Perryman
- Ljudmila Petruschewskaja
- Gerold Späth
- George Steiner
- Claude Vigée (seit 2012)
- Mo Yan (seit 2009)

### Abteilung Musik

#### Ordentliche Mitglieder
- Mark Andre (seit 2012)
- Volker Banfield (seit 2009)
- Hans-Jürgen von Bose (seit 1985)
- Nikolaus Brass (seit 2014)
- Moritz Eggert (seit 2003)
- Brigitte Fassbaender (seit 1986)
- Achim Freyer (seit 1999)
- Christian Gerhaher (seit 2010)
- Heiner Goebbels (seit 2013)
- Peter Gülke (seit 2005)
- Peter Michael Hamel (seit 2007)
- Wilfried Hiller (seit 1989)
- Peter Hirsch (seit 2017)
- Adriana Hölszky (seit 2003)
- Clara Iannotta (seit 2025)
- Johannes Kalitzke (seit 2015)
- Salome Kammer (seit 2019)
- Edgar Krapp
- Helmut Lachenmann
- Ingo Metzmacher (seit 2012)
- Isabel Mundry (seit 2007)
- Hans Neuenfels (seit 2005)
- Matthias Pintscher (seit 2004)
- Enno Poppe (seit 2010)
- Christoph Poppen
- Peter Ruzicka (seit 1985)
- Christine Schäfer (seit 2013)
- Tobias PM Schneid (seit 2015)
- Vladimir Tarnopolski (seit 2025)
- Christian Thielemann (seit 2006)
- Manfred Trojahn (seit 2001)
- Manos Tsangaris (seit 2017)
- Jörg Widmann (seit 2005)
- Klaus Zehelein (seit 2007)

#### Korrespondierende Mitglieder
- Pierre-Laurent Aimard (seit 2012)
- Georges Aperghis
- George Benjamin
- Sylvain Cambreling (seit 2017)
- Pascal Dusapin (seit 2006)
- Brian Ferneyhough
- Beat Furrer (seit 2007)
- Georg Friedrich Haas (seit 2015)
- Heinz Holliger
- Toshio Hosokawa (seit 2012)
- Gidon Kremer
- György Kurtág (seit 1987)
- Luca Lombardi (seit 2012)
- Kent Nagano (seit 2007)
- Olga Neuwirth (seit 2013)
- Steve Reich
- Rodion Schtschedrin
- Salvatore Sciarrino

### Abteilung Darstellende Kunst

#### Ordentliche Mitglieder
- Bibiana Beglau (seit 2015)
- Andrea Breth (seit 2010)
- Frank Castorf (seit 2012)
- Kirsten Dene
- Dieter Dorn (seit 1979)
- Jürgen Flimm
- Cornelia Froboess
- Lambert Hamel
- Dorothee Hartinger (seit 2019)
- Jens Harzer
- Brigitte Hobmeier (seit 2010)
- Georg Holzer (seit 2019)
- Sandra Hüller (seit 2015)
- Stefan Hunstein (seit 2003)
- André Jung (seit 2015)
- Waltraud Meier
- Gerhard Polt (seit 2003)
- Andreas Rebers (seit 2020)
- Kathrin Röggla (seit 2019)
- Jürgen Rose
- Helge Schneider (seit 2019)
- Martin Schwab
- Elisabeth Schwarz (seit 2012)
- Edgar Selge (seit 2005)
- Simon Strauß (seit 2019)
- Christian Stückl (seit 2007)
- Axel Tangerding (seit 2017)
- Lisa Wagner (seit 2017)
- Christoph Well (seit 2017)
- Johanna Wokalek (seit 2019)
- Hanns Zischler (seit 2014)

#### Korrespondierende Mitglieder
- Sibylle Canonica (seit 2001)
- Hans van Manen (seit 2007)
- Eva Mattes (seit 2012)
- Sunnyi Melles (seit 2007)
- Tobias Moretti (seit 2017)
- Nicholas Ofczarek (seit 2019)
- Martin Zehetgruber (seit 2007)
- August Zirner (seit 2019)

### Abteilung Film- und Medienkunst

#### Ordentliche Mitglieder
- Mario Adorf (seit 2010)
- Rolf Basedow (seit 2016)
- Senta Berger (seit 2016)
- Axel Block (seit 2016)
- Doris Dörrie (seit 2016)
- Dominik Graf (seit 2012)
- Philip Gröning (seit 2011)
- Reinhard Hauff (seit 2013)
- Werner Herzog (seit 2010)
- Thomas Koebner (seit 2013)
- Nicolette Krebitz (seit 2019)
- Frank Lamm (seit 2017)
- Caroline Link (seit 2010)
- Edgar Reitz (seit 2009)
- Julian Rosefeldt (seit 2010)
- Corinna Schnitt (seit 2012)
- Maria Schrader (seit 2019)
- Bernhard Sinkel (seit 2010)
- Hans Steinbichler (seit 2016)
- Hito Steyerl (seit 2012)
- Margarethe von Trotta (seit 2013)
- Peter Weibel (seit 2009)

#### Korrespondierende Mitglieder
- Michael Haneke
- Ulrich Seidl (seit 2019)

## Ausgetretene Mitglieder
- Georg Baselitz (OM Bildende Kunst 2009–2021)[1]
- Franz Xaver Kroetz (OM Darstellende Kunst – 2023)[2]
- Siegfried Mauser (OM Musik 1990–2019)[3]

## Verstorbene Mitglieder
(OM = Ordentliches Mitglied, KM = Korrespondierendes Mitglied, EM = Ehrenmitglied)

### A
- Adolf Abel (1882–1968)
- Friedrich Achleitner (1930–2019; KM Bildende Kunst)
- Herbert Achternbusch (1938–2022; OM Darstellende Kunst ab 1994)
- Kurt Ackermann (1928–2014; OM Bildende Kunst)
- Hans Günther Adler (1910–1988)
- Ilse Aichinger (1921–2016; OM Literatur)
- Gerd Albers (1919–2015; OM Bildende Kunst ab 1965)
- Gerd Albrecht (1935–2014; OM Musik ab 1994)
- Edward Albee (1928–2016; KM Literatur)
- Anita Albus (1942–2024; OM Literatur ab 2006)
- Paul Alverdes (1897–1979; OM Literatur ab 1963)
- Alfred Andersch (1914–1980; OM Literatur)
- Colin Anderson (1904–1980)
- Louis Andriessen (1939–2021; KM Musik)
- Ernest Ansermet (1883–1969)
- Cyrus Atabay (1929–1996; OM Literatur ab 1983)
- W. H. Auden (1907–1973)
- Ernst Augustin (1927–2019; OM Literatur)
- Robert Auzelle (1913–1983)
- Joannis Avramidis (1922–2016; KM Bildende Kunst)

### B
- Walter Bareiss (1919–2007)
- Jean-Louis Barrault (1910–1994)
- Hans Baschang (1937–2017; OM Bildende Kunst ab 1998)
- Giorgio Bassani (1916–2000)
- Friedrich Baur (1890–1965; EM)
- Rupprecht von Bayern (1869–1955)
- Rolf Becker (1920–2014; EM)
- Max Beckmann (1884–1950)
- Günter Behnisch (1922–2010; KM Bildende Kunst)
- Gottfried Benn (1886–1956)
- Martin Benrath (1926–2000)
- José Antonio Benton (1894–1986)
- Werner Bergengruen (1892–1964)
- Heinz Berggruen (1914–2007)
- Christa Berndl (1932–2017; OM Darstellende Kunst ab 1995)
- Joseph Bernhart (1881–1969)
- Leonard Bernstein (1918–1990)
- Frank Michael Beyer (1928–2008; OM Musik ab 1981)
- Günter Bialas (1907–1995; OM Musik ab 1971)
- Oswald Bieber (1874–1955)
- Manfred Bieler (1934–2002)
- Horst Bienek (1930–1990)
- Richard Billinger (1890–1965)
- Andreas Bindl (1928–2010; OM Bildende Kunst ab 1988)
- Boris Blacher (1903–1975)
- Hans Christian Blech (1915–1993)
- Bernhard Bleeker (1881–1968)
- Tania Blixen (1885–1962)
- Martin Bodmer (1899–1971)
- Wolfgang Boettcher (1935–2021; OM Musik ab 1988)
- Heinrich Böll (1917–1985)
- Bogdan Bogdanović (1922–2010; KM Bildende Kunst)
- Karl Bohrmann (1928–1998)
- Paul Bonatz (1877–1956)
- Luc Bondy (1948–2015; KM)
- Yves Bonnefoy (1923–2016; KM Literatur)
- Jorge Luis Borges (1899–1986)
- Fernando Botero (1932–2023; KM Bildende Kunst)
- Pierre Boulez (1925–2016; KM Musik)
- Rolf Boysen (1920–2014; OM Darstellende Kunst)
- Alexander von Branca (1919–2011; OM Bildende Kunst)
- Diez Brandi (1901–1985)
- Hanns Braun (1893–1966)
- Walter Braunfels (1882–1954)
- Joseph Breitbach (1903–1980)
- Alfred Brendel (1931–2025)
- Benjamin Britten (1913–1976)
- Georg Britting (1891–1964; OM Literatur ab 1948)
- Joseph Brodsky (1940–1996)
- Peter Brook (1925–2022; KM Darstellende Kunst)
- Earle Brown (1926–2002; KM Musik)
- Martin Buber (1878–1965)
- Vicco von Bülow (1923–2011; OM Darstellende Kunst ab 1993)
- Carl Jacob Burckhardt (1891–1974)
- Roberto Burle Marx (1909–1994)
- Ernst Buschor (1886–1961)
- Hans-Busso von Busse (1930–2009; OM Bildende Kunst ab 1995)
- Heinz Butz (1925–2022; OM Bildende Kunst seit 1995)

### C
- Elias Canetti (1905–1994)
- Truman Capote (1924–1984)
- Hans Carossa (1878–1956; OM Literatur ab 1948)
- Karl Caspar (1879–1956; OM Bildende Kunst ab 1948)
- Maria Caspar-Filser (1878–1968)
- Sergiu Celibidache (1912–1996)
- Peter Celsing (1920–1974)
- Friedrich Cerha (1926–2023; KM Musik)
- Aimé Césaire (1913–2008)
- René Char (1907–1988)
- Patrice Chéreau (1944–2013; KM Darstellende Kunst ab 1990)
- Eduardo Chillida (1924–2002)
- Emil Cimiotti (1927–2019; Ehrenmitglied ab 2018)
- Kenneth Clark (1903–1983)
- Paul Claudel (1868–1955)
- Oskar Coester (1886–1955)
- Gordon A. Craig (1913–2005)
- Benedetto Croce (1866–1952)
- Michael Croissant (1928–2002)
- George Crumb (1929–2022; KM Musik)

### D
- Karl Fred Dahmen (1917–1981)
- Luigi Dallapiccola (1904–1975)
- Johann Nepomuk David (1895–1977)
- Peter Maxwell Davies (1934–2016; KM Musik)
- Karl Dedecius (1921–2016; OM Literatur)
- Bernhard Degenhart (1907–1999)
- Edison Denissow (1929–1996)
- Wilhelm Diess (1884–1957)
- Julius Diez (1870–1957)
- Hans Döllgast (1891–1974)
- Peter Dörfler (1878–1955)
- Tankred Dorst (1925–2017; OM Literatur ab 1963)
- Jörg Drews (1938–2009; OM Literatur)
- Ruth Drexel (1930–2009)
- Eberhard Dünninger (1934–2015; EM ab 1998)
- Hans-Peter Dürr (1929–2014; EM ab 2000)
- Henri Dutilleux (1916–2013; KM Musik ab 1998)

### E
- Johannes Edfelt (1904–1997)
- Werner Egk (1901–1983)
- Günter Eich (1907–1972)
- Gottfried von Einem (1918–1996)
- Thomas Stearns Eliot (1888–1965)
- Per Olov Enquist (1934–2020; KM Literatur)
- Ralph Erskine (1914–2005)
- Rudolf Esterer (1879–1965)
- Efim Etkind (1918–1999)
- Richard Exner (1929–2008; KM Literatur ab 1979)

### F
- Erwin Faber (1891–1989)
- Harun Farocki (1944–2014; OM Film- und Medien ab 2010)
- Luc Ferrari (1929–2005)
- Roderich Fick (1886–1955)
- Rudolf von Ficker (1886–1954)
- Ota Filip (1930–2018; OM Literatur)
- Ludwig Finscher (1930–2020; OM Musik ab 2008)
- Lothar Fischer (1933–2004)
- Dietrich Fischer-Dieskau (1925–2012; OM Musik ab 1978)
- Marieluise Fleißer (1901–1974)
- Walter Flemmer (1936–2024; EM ab 2001)
- Paul Flora (1922–2009)
- Edward Morgan Forster (1879–1970)
- Wolfgang Fortner (1907–1987)
- Leonhard Frank (1882–1961)
- Heinz Friedrich (1922–2004)
- Maria Friedrich (1922–2012; EM ab 2004)
- Max Frisch (1911–1991)
- Walter Helmut Fritz (1929–2010; OM Literatur)
- Wolfgang Frühwald (1935–2019; OM Literatur seit 2010)
- Horst Fuhrmann (1926–2011; EM ab 1998)
- Wilhelm Furtwängler (1886–1954)

### G
- Carlo Emilio Gadda (1893–1973)
- Gerd Gaiser (1908–1976)
- Bruno Ganz (1941–2019; KM Darstellende Kunst ab 2012)
- Hans-Martin Gauger (1935–2024; OM Literatur ab 2010)
- Helmut Gebhard (1926–2015; OM Bildende Kunst ab 1981)
- Rupprecht Geiger (1908–2009; OM Bildende Kunst ab 1983)
- Wilhelm Genazino (1943–2018; OM Literatur ab 2004)
- Harald Genzmer (1909–2007)
- Thrasybulos Georgiades (1907–1977)
- Blasius Gerg (1927–2007; OM Bildende Kunst ab 1977)
- Marie Gevers (1883–1975; KM in Belgien ab 1958)
- Jan Gezelius (1923–2016; KM Bildende Kunst)
- Michael Gielen (1927–2019; KM Musik)
- Werner Gilles (1894–1961)
- Erich Glette (1896–1980)
- Hans Gött (1883–1974)
- Jürgen Gosch (1943–2009; OM Darstellende Kunst ab 2007)
- Günther Graßmann (1900–1993)
- Julien Green (1900–1998)
- Martin Gregor-Dellin (1926–1988)
- Helmut Griem (1932–2004; OM Darstellende Kunst)
- Ekkehard Grübler (1928–2012; OM Bildende Kunst ab 1980)
- Günther Grzimek (1915–1996)
- Romano Guardini (1885–1968)
- Sofia Gubaidulina (1931–2025; KM Musik)
- Jorge Guillén (1893–1984)
- Olaf Gulbransson (1873–1958)
- Levin von Gumppenberg (1907–1989)
- Lars Gustafsson (1936–2016; KM Literatur)
- Michael Guttenbrunner (1919–2004)

### H
- Joseph Haas (1879–1960)
- Rudolf Hagelstange (1912–1984)
- Cristóbal Halffter (1930–2021; KM Musik)
- Hermann Haller (1880–1950)
- Peter Hamm (1937–2019; OM Literatur seit 1996)
- Franz Hart (1910–1996)
- Karl Amadeus Hartmann (1905–1963)
- Rudolf Hartmann (1900–1988)
- Hans Hartung (1904–1989)
- Hans Günter Hauffe (1904–1985)
- Siegmund von Hausegger (1872–1948)
- Wilhelm Hausenstein (1882–1957)
- Václav Havel (1936–2011; KM Literatur ab 1984)
- Erwin Heerich (1922–2004)
- Josef Hegenbarth (1884–1962; OM Bildende Kunst ab 1960)
- Robert Heger (1886–1978)
- Martin Heidegger (1889–1976)
- Werner Heisenberg (1901–1976)
- Hans Ludwig Held (1885–1954)
- Erich Heller (1911–1990)
- Josef Henselmann (1898–1987)
- Hans Werner Henze (1926–2012; OM Musik ab 1964)
- Zbigniew Herbert (1924–1998)
- Günter Herburger (1932–2018; OM Literatur ab 2004)
- Ernst Hermanns (1914–2000)
- Karl-Ernst Herrmann (1936–2018; OM Darstellende Kunst)
- Julius Hess (1878–1957)
- Margaret von Hessen und bei Rhein (1913–1997)
- Theodor Heuss (1884–1963)
- Wolfgang Hilbig (1941–2007)
- Dieter Hildebrandt (1927–2013; OM Darstellende Kunst ab 2005)
- Anton Hiller (1893–1985)
- Josef Hillerbrand (1892–1981)
- Paul Hindemith (1895–1963)
- Rolf Hochhuth (1931–2020; OM Literatur ab 1989)
- Gustav René Hocke (1908–1985)
- Karl Höller (1907–1987)
- Ludwig Hoelscher (1907–1996)
- Karl Hofer (1878–1955)
- Hilmar Hoffmann (1925–2018; EM ab 1993)
- Rudolf Hoflehner (1916–1995)
- Werner Hofmann (1928–2013; KM Bildende Kunst ab 1999)
- Curt Hohoff (1913–2010)
- Hans Egon Holthusen (1913–1997)
- Miroslav Holub (1923–1998)
- Thomas Holtzmann (1927–2013; OM Darstellende Kunst)
- Clemens Holzmeister (1886–1983)
- Arthur Honegger (1892–1955)
- Marianne Hoppe (1909–2002)
- Rebecca Horn (1944–2024; KM Bildende Kunst)
- Hans Hotter (1909–2003)
- Alfred Hrdlicka (1928–2009; KM Bildende Kunst)
- Jörg Hube (1943–2009)
- Klaus Huber (1924–2017; KM Musik)
- Peter Huchel (1903–1981)
- Bertold Hummel (1925–2002)

### I
- Eugène Ionesco (1909–1994)

### J
- Philippe Jaccottet (1925–2021; KM Literatur)
- Ernst Jandl (1925–2000)
- Mariss Jansons (1943–2019; KM ab 2009)
- Horst Janssen (1929–1995)
- Eugen Jochum (1902–1987)
- Peter Jonas (1946–2020; KM Darstellende Kunst)
- Marcel Jouhandeau (1888–1979)
- Hermann Jünger (1928–2005)

### K
- Ivan Kadlečík (1938–2014; KM Literatur ab 2004)
- Joachim Kaiser (1928–2017; OM Literatur ab 1970)
- Walter Kappacher (1938–2024; KM Literatur ab 2009)
- Marie Luise Kaschnitz (1901–1974)
- Hermann Kaspar (1904–1986)
- Rudolf Kassner (1873–1959)
- Erhart Kästner (1904–1974)
- Erich Kästner (1899–1974)
- Peter Keetman (1916–2005)
- Friedhelm Kemp (1914–2011; OM Literatur)
- Wilhelm Kempff (1895–1991; OM Musik)
- Peter Kiesewetter (1945–2012; OM Musik ab 2004)
- Uwe Kiessler (1937–2025; OM Bildende Kunst ab 2003)
- Karl Killer (1873–1948)
- Wilhelm Killmayer (1927–2017; OM Musik ab 1972)
- Heinrich Kirchner (1902–1984)
- Giselher Klebe (1925–2009; OM Musik)
- Carlos Kleiber (1930–2004)
- Karl Knappe (1884–1970)
- Zoltán Kodály (1882–1967)
- Fritz Koenig  (1924–2017; OM Bildende Kunst ab 1969)
- Wolfgang Koeppen (1906–1996; OM Literatur)
- Oskar Kokoschka (1886–1980)
- Leszek Kołakowski (1927–2009)
- Annette Kolb (1870–1967)
- Alfred Kolleritsch (1931–2020; KM Literatur ab 1997)
- Barbara König (1925–2011; OM Literatur ab 1984)
- György Konrád (1933–2019; KM Literatur)
- Aris Konstantinidis (1913–1993)
- Alfons Kontarsky (1932–2010)
- Leo Kornbrust (1929–2021; KM Bildende Kunst)
- Eduard Korrodi (1885–1955)
- Werner Kraft (1896–1991; OM Literatur)
- Alexander Kreuter (1886–1977)
- Karl Krolow (1915–1999; OM Literatur)
- Rafael Kubelík (1914–1996)
- Alfred Kubin (1877–1959; OM Bildende Kunst ab 1949)
- Ludvík Kundera (1920–2010; KM Literatur)
- Friedrich Kurrent (1931–2022; OM Bildende Kunst ab 1986)

### L
- Max Laeuger (1864–1952)
- Thomas Langhoff (1938–2012; OM Darstellende Kunst ab 1991)
- Alicia de Larrocha (1923–2009; KM Musik)
- Maria Lassnig (1919–2014; KM Bildende Kunst)
- Alf Lechner (1925–2017; OM Bildende Kunst ab 1995)
- Gertrud von le Fort (1876–1971)
- Wilhelm Lehmann (1882–1968)
- Hermann Lenz (1913–1998)
- Doris Lessing (1919–2013; KM Literatur)
- Horst Leuchtmann (1927–2007)
- Sigurd Lewerentz (1885–1975)
- Sibylle Lewitscharoff (1954–2023; OM Literatur ab 2007)
- Mechtilde Lichnowsky (1879–1958)
- Hans Reinhold Lichtenberger (1876–1957)
- Hans Lietzau (1913–1991)
- György Ligeti (1923–2006; KM ab 1978)
- Georg Lill (1883–1951)
- Otto van de Loo (1924–2015; EM ab 2004)
- Yvonne Loriod (1924–2010; KM Musik)
- Mark Lothar (1902–1985)
- Robert Lowell (1917–1977)
- Johannes Ludwig (1904–1996)
- Peter Lühr (1906–1988; OM Darstellende Kunst)
- Witold Lutosławski (1913–1994)

### M
- Joachim Maass (1901–1972)
- Lorin Maazel (1930–2014; KM Musik ab 2000)
- Rainer Malkowski (1939–2003; OM Literatur)
- André Malraux (1901–1976)
- Golo Mann (1909–1994)
- Thomas Mann (1875–1955; OM Literatur ab 1948)
- Marcel Marceau (1923–2007)
- Gabriel Marcel (1889–1973)
- Gerhard Marcks (1889–1981)
- Marino Marini (1901–1980)
- Sven Markelius (1889–1972)
- Peter von Matt (1937–2025; KM Literatur ab 2001)
- Siegfried Matthus (1934–2021; OM Musik ab 1978)
- Hans Mayer (1907–2001)
- Max Mell (1882–1971)
- Peter de Mendelssohn (1908–1982)
- Olivier Messiaen (1908–1992)
- Günter Metken (1928–2000)
- Peter Meyer (1894–1984)
- Jost Michaels (1922–2004)
- Darius Milhaud (1892–1974)
- Bernhard Minetti (1905–1998)
- Wilhelm Viggo von Moltke (1911–1987)
- Andreas Moritz (1901–1983)
- Stefan Moses (1928–2018; OM Bildende Kunst ab 1994)
- Ulrich Mühe (1953–2007; OM Darstellende Kunst)
- Theodor Müller (1905–1996; ab 1967)
- Karl Alexander von Müller (1882–1964)
- Les Murray (1938–2019; KM Literatur ab 2009)

### N
- Franz Nagel (1907–1976)
- Heino Naujoks (1937–2025; OM Bildende Kunst seit 2007)
- Wiktor Platonowitsch Nekrassow (1911–1987)
- Pier Luigi Nervi (1891–1979)
- Rolf Nesch (1893–1975)
- Peter Horst Neumann (1936–2009; OM Literatur ab 2002)
- Maria Nicklisch (1904–1995)
- Sidney Nolan (1917–1992)
- Luigi Nono (1924–1990)
- Christian Norberg-Schulz (1926–2000)

### O
- Carl Orff (1895–1982; OM Musik ab 1948)
- José Ortega y Gasset (1883–1955)

### P
- Eduardo Paolozzi (1924–2005)
- Erich Pattis (1902–1996)
- Peter Pears (1910–1986)
- Wolfgang Pehnt (1931–2023; KM Bildende Kunst)
- Max Peiffer Watenphul (1896–1976)
- Krzysztof Penderecki (1933–2020; KM Musik)
- Ernst Penzoldt (1892–1955)
- Ernst Pepping (1901–1981)
- Eckart Peterich (1900–1968)
- Goffredo Petrassi (1904–2003)
- Herbert Peters (1925–2006)
- Rudolf Pfister (1886–1970)
- Hans Pfitzner (1869–1949; OM Musik ab 1948)
- Max Picard (1888–1965)
- Dimitris Pikionis (1887–1968)
- János Pilinszky (1921–1981)
- Heinz Piontek (1925–2003; OM Literatur ab 1960)
- Klaus Piper (1911–2000)
- Clemens Podewils (1905–1978)
- Maurizio Pollini (1942–2024; KM Musik)
- Francis Ponge (1899–1988)
- Jean-Pierre Ponnelle (1932–1988)
- Adolf Portmann (1897–1982)
- Karl Prantl (1923–2010; KM Bildende Kunst)
- Emil Preetorius (1883–1973)
- Hermann Prey (1929–1998; OM Musik ab 1982)
- Hans Purrmann (1880–1966)

### R
- Steen Eiler Rasmussen (1898–1990)
- Hans Raupach (1903–1997)
- Ruth Rehmann (1922–2016; OM Literatur)
- Hans-Michael Rehberg (1938–2017; OM Darstellende Kunst ab 1995)
- Benno Reifenberg (1892–1970)
- Aribert Reimann (1936–2024; OM Musik)
- Oskar Reinhart (1885–1965)
- Hermann Reutter (1900–1985)
- Dieter Rexroth (1941–2024; OM Musik ab 2015)
- Hans Theo Richter (1902–1969)
- Hans Werner Richter (1908–1993)
- Karl Richter (1926–1981)
- Peter Anselm Riedl (1930–2016; KM Bildende Kunst ab 2006)
- Josef Anton Riedl (1929–2016; OM Musik ab 2008)
- Helmut Rieger (1931–2014; OM Bildende Kunst ab 1997)
- Richard Riemerschmid (1868–1957)
- Walter Riezler (1878–1965)
- Fuad Rifka (1930–2011; KM Literatur)
- Wolfgang Rihm (1952–2024; OM Musik ab 1991)
- Karl Rössing (1897–1987)
- David Rokeah (1916–1985)
- Gernot Roll (1939–2020; OM Film- und Medienkunst ab 2012)
- Herbert Rosendorfer (1934–2012; OM Literatur ab 1977)
- Mstislaw Rostropowitsch (1927–2007)
- Eugen Roth (1895–1976)
- Tadeusz Różewicz (1921–2014; KM Literatur)
- Hans-Joachim Ruckhäberle (1947–2017; OM Darstellende Kunst)
- Max Rychner (1897–1965)

### S
- Kaija Saariaho (1952–2023; KM Musik ab 2017)
- Eero Saarinen (1910–1961)
- Paul Sacher (1906–1999)
- Nelly Sachs (1891–1970)
- Saint-John Perse (1887–1975)
- Leo Samberger (1861–1949)
- Carl Sattler (1877–1966)
- Dieter Sattler (1906–1968)
- Wolfgang Sawallisch (1923–2013; OM Musik ab 1978)
- Doris Schade (1924–2012; OM Darstellende Kunst ab 1987)
- Otto Schäfer (1912–2000)
- Edwin Scharff (1887–1955; OM Bildende Kunst ab 1948)
- Josef Scharl (1896–1954)
- Richard Scheibe (1879–1964)
- Adolf Schinnerer (1876–1949)
- Walter Schmidinger (1933–2013; OM Darstellende Kunst ab 1994)
- Doris Schmidt (1918–2008; EM)
- Walther Schmidt (1899–1993)
- Werner Schmidt (1930–2010; KM Bildende Kunst)
- Wieland Schmied (1929–2014; OM Bildende Kunst ab 1988)
- Paul Schmitthenner (1884–1972)
- Josef Adolf Schmoll genannt Eisenwerth (1915–2010; OM Bildende Kunst ab 1988)
- Friedrich Schnack (1888–1977)
- Dieter Schnebel (1930–2018; OM Musik ab 1996)
- Reinhold Schneider (1903–1958)
- Alfred Schnittke (1934–1998)
- Othmar Schoeck (1886–1957)
- Dmitri Dmitrijewitsch Schostakowitsch (1906–1975)
- Peter Schreier (1935–2019; OM Musik ab 1989)
- Rudolf Alexander Schröder (1878–1962)
- Karl Schumann (1925–2007)
- Elisabeth Schwarzkopf (1915–2006)
- Albert Schweitzer (1875–1965)
- Max Sebald (1944–2001)
- Léopold Sédar Senghor (1906–2001)
- Ina Seidel (1885–1974; OM Literatur ab 1948)
- Jaroslav Seifert (1901–1986)
- Jorge Semprún (1923–2011; KM Literatur)
- Meir Shalev (1948–2023; KM Literatur seit 2008)
- Ernst von Siemens (1903–1990)
- Andrej Sinjawskij (1925–1997)
- Alexander Sinowjew (1922–2006)
- Jan Skácel (1922–1989; KM)
- Luigi Snozzi (1932–2020; KM Bildende Kunst)
- Alexander Issajewitsch Solschenizyn (1918–2008)
- Keith Sonnier (1941–2020; KN Bildende Kunst)
- Stephen Spender (1909–1995)
- Manès Sperber (1905–1984)
- Hilde Spiel (1911–1990)
- Toni Stadler (1888–1982)
- Emil Staiger (1908–1987)
- Otto Steidle (1943–2004)
- Gisela Stein (1934–2009)
- Saul Steinberg (1914–1999)
- Hans Steinbrenner (1928–2008)
- Richard Strauss (1864–1949; OM Musik ab 1948)
- Igor Strawinsky (1882–1971)
- Gerhard Stroomann (1887–1957)
- Helmut Sturm (1932–2008)
- Heinrich Sutermeister (1910–1995)
- Rolf Szymanski (1928–2013; KM Bildende Kunst)
- Wisława Szymborska (1923–2012; KM Literatur ab 1982)

### T
- Antonio Tabucchi (1943–2012; KM Literatur ab 1996)
- Antoni Tàpies (1923–2012; KM Bildende Kunst ab 1986)
- Otto von Taube (1879–1973)
- Bonaventura Tecchi (1896–1968)
- Heinz Tesar (1939–2024; KM Bildende Kunst ab 2006)
- Heinrich Tessenow (1876–1950)
- Hermann Teuber (1894–1985)
- Michael Tippett (1905–1998)
- Alfred Toepfer (1894–1993)
- Michel Tournier (1924–2016; KM Literatur)
- Lydia Tschukowskaja (1907–1996)
- Franz Tumler (1912–1998)

### U
- Hermann Uhde-Bernays (1873–1965)
- Wilhelm Uhlig (1930–2022; OM Bildende Kunst ab 1983)
- Regina Ullmann (1884–1961)
- Marie Under (1883–1980)
- Giuseppe Ungaretti (1888–1970)
- Oswald Mathias Ungers (1926–2007; KM Bildende Kunst ab 2007)
- Max Unold (1885–1964; EM ab 1948)

### V
- Michael Verhoeven (1938–2024; OM Film- und Medienkunst ab 2009)
- Konstanze Vernon (1939–2013; OM Darstellende Kunst ab 1986)
- Joseph Vilsmaier (1939–2020; OM Film- und Medienkunst ab 2016)
- Gert Voss (1941–2014; OM Darstellende Kunst ab 1991)
- Karl Vossler (1872–1949)
- Georg von der Vring (1889–1968)

### W
- Rudolf Wachter (1923–2011; OM Bildende Kunst ab 2003)
- Josef Wackerle (1880–1959)
- Heinrich Waggerl (1897–1973)
- Rudolf Wagner-Régeny (1903–1969)
- Wolfgang Wagner (1919–2010; OM Musik ab 1986)
- Christian Wallenreiter (1900–1980)
- Martin Walser (1927–2023; OM Literatur)
- Ole Wanscher (1903–1985)
- Werner Weber (1919–2005)
- Wilhelm Weigand (1862–1949)
- Harald Weinrich (1927–2022; OM Literatur)
- Carl Friedrich von Weizsäcker (1912–2007)
- Rudolf Wessely (1925–2016; OM Darstellende Kunst ab 2000)
- Josef Wiedemann (1910–2001)
- Thornton Wilder (1897–1975)
- Robert Wilson (1941–2025; KM Bildende Kunst)
- Gerhard Wimberger (1923–2016; KM Musik)
- Hans Wimmer (1907–1992)
- Maria Wimmer (1911–1996; OM Darstellende Kunst)
- Heinz Winbeck (1946–2019; OM Musik ab 2012)
- Fritz Winter (1905–1976)
- Walter Wiora (1906–1997)
- Werner Wirsing (1919–2017; EM ab 2009)
- Ernst Wittermann (1911–2001)
- Wladimir Woinowitsch (1932–2018; KM Literatur ab 1976)
- Andrei Andrejewitsch Wosnessenski (1933–2010)
- Paul Wühr (1927–2016)
- Barbara von Wulffen (1936–2021; OM Literatur)

### X
- Iannis Xenakis (1922–2001)

### Z
- Peter Zadek (1926–2009)
- Adam Zagajewski (1945–2021)
- Bernhard Zeller (1919–2008)
- Hans Zender (1936–2019; OM Musik ab 1995)
- Giuseppe Zigaina (1924–2015; KM Bildende Kunst ab 2002)
- Mac Zimmermann (1912–1995)
- Udo Zimmermann (1943–2021; OM Musik ab 2005)
- Carl Zuckmayer (1896–1977)